# Fieldia australis
Fieldia australis (лат.) — небольшое вьющееся растение или эпифит, встречающийся в тропических лесах восточной Австралии. Обычно встречается в более прохладных тропических лесах на больших высотах. Он также растет в более теплых тропических лесах с высокой влажностью.

## Описание
Fieldia australis представляет собой травянистое растение с тонкими, опушенными стеблями, достигающими в длину до 2 метров. Листья эллиптические или обратнояйцевидные, длиной 3-7 см и шириной 1-3 см. Цветки белые, трубчатые, длиной 25-40 мм. Плод — ягода длиной 10-30 мм.

## Экология
F. australis растет в тропических лесах восточной Австралии. Обычно встречается в более прохладных тропических лесах на больших высотах. Он также растет в более теплых тропических лесах с высокой влажностью.

## Размножение
F. australis размножается семенами и вегетативно. Семена распространяются птицами и животными. Вегетативное размножение происходит с помощью корневищ.

## Использование
F. australis коммерчески не используется. Однако этот вид — важный компонентом экосистемы тропических лесов. Он является пищей для птиц и животных, а также служит убежищем для насекомых.
- Цветущая Fieldia в Национальном парке Лэмингтона[англ.]
- Плод Fieldia в Национальном парке горы Имлэй[англ.]